# Luis Prieto
Luis Prieto Zalbidegoitia, Luis Prieto (ur. 19 lutego 1979 w Bilbao) – piłkarz hiszpański narodowości baskijskiej grający na pozycji środkowego obrońcy. Jest wychowankiem baskijskiego zespołu Athletic Bilbao, w którym gra do chwili obecnej.

## Kariera klubowa
- Kluby juniorskie: Athletic Bilbao.
- Kluby seniorskie: CD Arratia (1995–1997), CD Baskonia (1997/98), 
 Barakaldo CF (1998/99; wypożyczony z Athletic), Athletic Bilbao "B" (1999/2000), 
 SD Eibar (2000–2002; wypożyczony z Athletic), Athletic Bilbao (od 2002).
- Debiut w Primera División: 01.09.2002 w meczu Real Sociedad - Athletic 4:2.
- Pierwszy gol w Primera División: 27.08.2005 w meczu Athletic - Real Sociedad 3:0.

Luis Prieto jest wychowankiem Athletic Bilbao. Tam występował w drużynach młodzieżowych, a w 1997 roku trafił do klubu CD Baskonia, będącego drugim zespołem rezerw Athletic. Przez rok występował w Tercera División, a w 1998 roku trafił na wypożyczenie do Barakaldo CF, występującego w Segunda División B. Po roku wrócił do Bilbao i grał w rezerwach z tego samego szczebla ligowego. Nie przebił się jednak do pierwszej drużyny i w 2000 roku ponownie wypożyczono go, tym razem do drugoligowego SD Eibar. Tam występował w pierwszym składzie przez 2 lata i na tyle ukształtował się piłkarsko, że w 2002 roku wrócił do pierwszej drużyny Athletic Club.
W Primera División Luis Prieto zadebiutował 1 września w przegranych 2:4 derbach Kraju Basków z Realem Sociedad. Od czasu debiutu minęło jednak 5 miesięcy nim rozegrał kolejne spotkanie w pierwszym zespole - wrócił tym samym do zespołu na mecz RSSS. Z Athletic zajął 7. miejsce w lidze. W sezonie 2003/2004 był zawodnikiem wyjściowej jedenastki i wspomógł zespół w walce o 5. miejsce, gwarantowane startem w Pucharze UEFA. W sezonie 2004/2005 zadebiutował w europejskich pucharach, a w 2005/2006 w sierpniowym meczu z Sociedadem (3:0) zdobył swojego pierwszego gola na pierwszoligowych boiskach. Łącznie w całym sezonie zaliczył cztery trafienia, w sezonie 2006/2007 - dwa. Na koniec sezonu utrzymał się z Bilbao w lidze.
| Sezon   | Klub              | Kraj      | Rozgrywki                  | Mecze | Bramki |
| ------- | ----------------- | --------- | -------------------------- | ----- | ------ |
| 1997/98 | CD Baskonia       | Hiszpania | Tercera División           | 34    | 1      |
| 1998/99 | Barakaldo CF      | Hiszpania | Segunda División B         | 27    | 1      |
| 1999/00 | Athletic Bilbao B | Hiszpania | Segunda División B         | 34    | 2      |
| 2000/01 | SD Eibar          | Hiszpania | Segunda División           | 32    | 0      |
| 2001/02 | SD Eibar          | Hiszpania | Segunda División           | 31    | 0      |
| 2002/03 | Athletic Bilbao   | Hiszpania | Primera División           | 17    | 0      |
| 2003/04 | Athletic Bilbao   | Hiszpania | Primera División           | 29    | 0      |
| 2004/05 | Athletic Bilbao   | Hiszpania | Primera División           | 30    | 0      |
| 2005/06 | Athletic Bilbao   | Hiszpania | Primera División           | 36    | 4      |
| 2006/07 | Athletic Bilbao   | Hiszpania | Primera División           | 20    | 2      |
| 2007/08 | Athletic Bilbao   | Hiszpania | Primera División           |       |        |
|         |                   |           | Łącznie w Primera División | 131   | 6      |

## Kariera reprezentacyjna

### Reprezentacja Kraju Basków(Euskadi)
- Debiut: 27.12.2003 w meczu Euskadi - Urugwaj 2:1.
- Bilans: 2 mecze.